# NGC 3492-2
NGC 3492-2 is een elliptisch sterrenstelsel in het sterrenbeeld Leeuw. Het hemelobject werd in 1883 ontdekt door de Duits-Amerikaanse astronoom Christian Heinrich Friedrich Peters.

## Synoniemen
- UGC 6094
- MCG 2-28-45
- ZWG 66.93
- 8ZW 116
- DRCG 22-42
- PGC 83429